# Ngô Đình Cẩn
Ngô Đình Cẩn (vietnamita: [ŋo˧ ɗɨ̞̠n˦˩ kəŋ˦˩]; Huế, 1911 – Saigon, 9 de maio de 1964), também conhecido como Dragão Negro, foi o irmão mais novo e confidente do primeiro presidente do Vietnã do Sul, Ngô Đình Diệm, e um importante membro de seu governo. Diệm colocou Cẩn no comando do Vietnã central, estendendo-se de Phan Thiết no sul até a fronteira no paralelo 17, com Cẩn efetivamente governando a região como um ditador. A partir da antiga capital imperial de Huế, Cẩn operava exércitos privados e uma polícia secreta e ganhou a reputação de ser o mais opressor dos irmãos Ngo, organizando a repressão e prendendo comunistas e pessoas que tinham divergências pessoais contra ele. Por isso, o Sr Cẩn  é considerado a pessoa mais cruel da família Ngo, conhecido pelo povo como o "tirano da região Central".
Na juventude, Cẩn era seguidor do nacionalista Phan Bội Châu. No final da década de 1940 e início dos anos 1950, ele trabalhou para organizar o apoio a Diệm, enquanto vários grupos vietnamitas e potências internacionais procuravam firmar sua autoridade sobre o Vietnã. Cẩn, que conseguiu eliminar a oposição nacionalista alternativa no centro do Vietnã, tornou-se o senhor da guerra da região quando seu irmão se tornou presidente da metade sul da nação dividida em 1955. Ele se tornou conhecido por seu envolvimento em contrabando e corrupção, bem como por seu governo autocrático. Cẩn era considerado um líder eficaz contra o movimento político comunista Việt Cộng, que era muito mais fraco no centro do Vietnã do que em outras partes do Vietnã do Sul. Sua milícia da Força Popular foi considerada pelos oficiais dos EUA no centro do Vietnã como um oponente bem-sucedido aos comunistas.
A influência de Cẩn começou a diminuir depois que seu irmão mais velho, Ngô Đình Thục, foi nomeado arcebispo católico romano de Huế. Thục ofuscou Cẩn e promoveu agressivamente o catolicismo, o que levou à proibição da bandeira budista em 1963 durante o Vesak, a celebração do aniversário de Gautama Buda. As forças de Cẩn abriram fogo contra uma multidão que protestava contra a proibição, matando nove e precipitando a crise budista. As manifestações contínuas se intensificaram durante o verão, à medida que o regime respondia com maior brutalidade, provocando a derrubada do regime de Diệm no golpe de Estado em novembro de 1963. Cẩn recebeu asilo político do Departamento de Estado dos Estados Unidos, mas o embaixador Henry Cabot Lodge Jr. fez com que o oficial da CIA, Lucien Conein, prendesse Ngô em Saigon. Cẩn foi entregue à junta militar, que o julgou e condenou a pena de morte em 1964.

## Primeiros anos

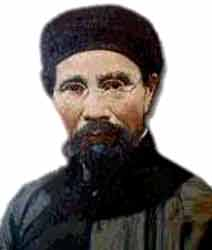
Em sua juventude, Cẩn era um seguidor do famoso nacionalista anti-francês Phan Bội Châu (foto).

Cẩn foi o quinto dos seis filhos de Ngô Đình Khả, um mandarim na corte imperial do imperador Thành Thái, que governava sob controle francês. Khả retirou-se da corte em protesto contra a interferência francesa, dedicando-se à agricultura. Ele nasceu em 1910 ou 1911 na paróquia de Phủ Cam, em Huế, e tinha o nome cristão João Batista. O primeiro e o terceiro irmãos de Cẩn – Ngô Đình Khôi e Diệm – tornaram-se governadores provinciais sob o domínio francês. Diệm, como seu pai, renunciou em protesto em 1933, enquanto Khôi foi assassinado em 1945 pelos quadros de Hồ Chí Minh. O segundo irmão, Pierre Martin Ngô Đình Thục, foi nomeado arcebispo católico romano de Huế. O quarto irmão, Ngô Đình Nhu, tornou-se o principal estrategista político da família, enquanto o mais novo, Ngô Đình Luyện, era diplomata quando a família detinha o poder no Vietnã do Sul. Dos irmãos Ngô, apenas Thục e Luyện evitaram ser executados ou assassinados durante as convulsões políticas do Vietnã. Embora fosse um dos filhos mais novos da família Ngô, "Sr. Ut" era o nome habitual de Cẩn durante sua juventude.
Protestando contra o destronamento do governo francês e o exílio do rei Thanh Thai, Ngo Dinh Kha renunciou e voltou para casa para trabalhar nos campos. Após a morte de seu pai, o irmão mais velho e o terceiro irmão de Ngô Đình Cẩn se revezaram para se tornarem gestores. O irmão mais velho, Ngô Đình Khôi, foi nomeado governador-geral de Nam Nghĩa, enquanto o terceiro irmão, Ngô Đình Diệm, foi escolhido governador da província de Binh Thuan antes de se tornar o representante mais jovem na corte de Nguyen em 1933. Devido à insatisfação com o domínio francês, apenas alguns meses depois sendo nomeado ministro, o Sr. Diệm seguiu os passos de seu pai e voltou a se tornar um civil, enquanto o Sr. Khoi permaneceu no cargo até que ocorreu a invasão japonesa da Indochina Francesa. Duong tinha acabou de encerrar suas atividades quando foi assassinado pelo movimento revolucionário Việt Minh. Seu segundo irmão, Ngô Đình Thục, foi conselheiro e estrategista político da administração presidencial de Diệm. O irmão mais novo, Ngô Đình Luyện, tornou-se diplomata depois que a família Ngo assumiu o controle da política do sul. Dos seis irmãos, apenas Thuc e Luyen evitaram ser executados ou assassinados durante as convulsões políticas no Vietnã.
Detalhes sobre o início da vida de Cẩn são escassos. Na juventude, estudou os escritos e opiniões do renomado nacionalista vietnamita antifrancês Phan Bội Châu, que passou seus últimos anos em Huế. Considerado o principal revolucionário de seu tempo, Châu havia sido capturado e condenado à morte, antes de ter sua pena reduzida a prisão domiciliar. Ele foi resgatado pelos franceses em Ben Ngu, em Huế, e viveu o resto de sua vida nesta terra. Cẩn viajava regularmente para a sampana de Châu no rio Perfume com presentes de comida e ouvia suas palestras políticas. Cẩn foi o menos escolarizado de sua família, pois nunca havia viajado para fora do Vietnã, além de ter sido o único irmão Ngô que não estudou em uma instituição administrada por europeus. Enquanto todos os seus irmãos se tornaram mandarins ou estudaram no exterior, ele ainda passava a maior parte do tempo em casa cuidando de sua mãe idosa, portanto, mesmo não sendo o filho mais velho, ele ainda desfrutava da vida familiar, e herdava o "calor" dos pais.

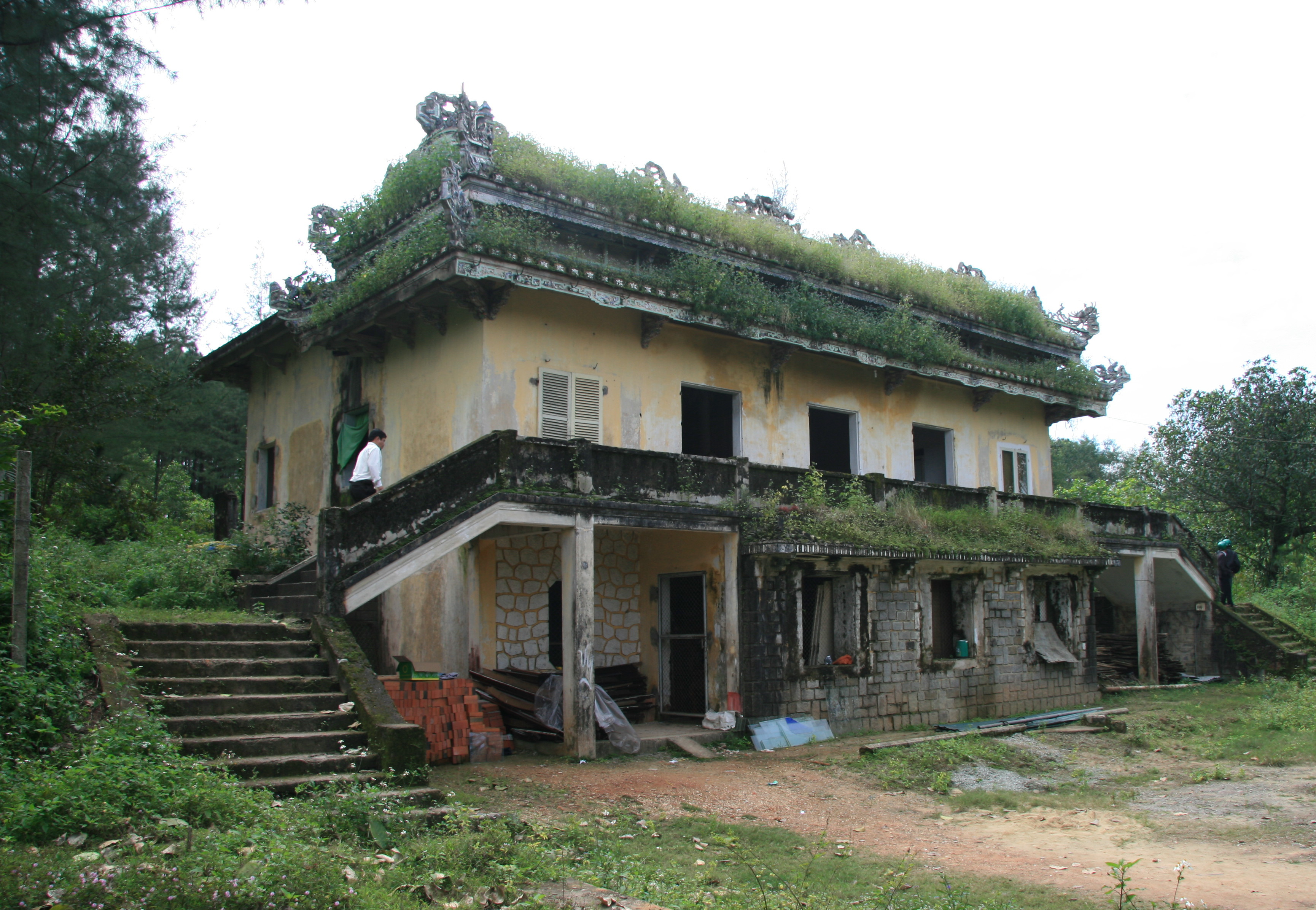
Remanescentes da vila de Ngô Đình Cẩn em Ngu Tay, Thuy An, cidade de Hue

O Vietnã estava um caos depois que os japoneses invadiram o país durante a Segunda Guerra Mundial e deslocaram a administração colonial francesa. No final da guerra, os japoneses deixaram o país, e a França, severamente enfraquecida pela turbulência política dentro do regime de Vichy, não conseguiu exercer o controle. O movimento revolucionário Viet Minh de Hồ Chí Minh declarou a independência da República Democrática do Vietnã e lutou contra outros grupos nacionalistas vietnamitas, bem como contra as forças francesas, pelo controle da nação. Durante esse tempo, Cẩn organizou uma base de apoio clandestina para Diệm no centro do Vietnã. Na época, Diệm era um dos muitos nacionalistas que tentavam reivindicar a liderança nacional, tendo passado uma década em exílio autoimposto dos assuntos públicos. Cẩn ajudou a enfraquecer outros grupos nacionalistas anticomunistas, como o Việt Nam Quốc Dân Đảng (Partido Nacionalista Vietnamita) e o Đại Việt Quốc Dân Đảng (Partido Nacionalista do Grande Vietnã), que competiu com Diệm por apoio. Em 23 de outubro de 1955, Diệm derrubou Bảo Đại em um referendo fraudulento orquestrado por Ngo Dinh Nhu. Três dias depois Diệm declarou-se presidente da recém-proclamada República do Vietnã.
A base aliada de Cẩn intimidou a população para votar no seu irmão Ngô Đình Diệm. Aqueles que desobedeciam eram frequentemente perseguidos, espancados e torturados com molho de pimenta ou água enfiada dentro do nariz. Esses atos de violência foram especialmente flagrados em áreas sob a jurisdição de Cẩn, especialmente em Huế, onde os corações das pessoas ainda se voltavam para o ex-imperador Bảo Đại e a dinastia Nguyễn. Uma semana antes da votação, Cẩn ordenou que a polícia prendesse 1 200 pessoas por motivos políticos. Em Hội An, diversas pessoas foram mortas na violência ocorrida em pleno dia das eleições.

## Nepotismo na política do Vietnã do Sul

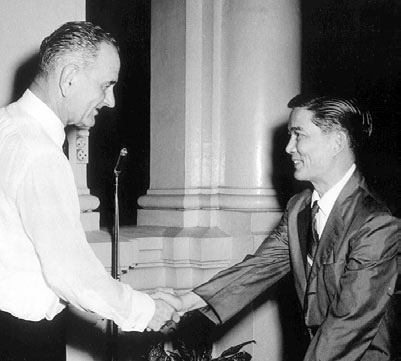
Ngô Đình Nhu (à direita), apertando a mão do vice-presidente dos EUA, Lyndon B. Johnson

Durante a Primeira República do Vietnã do Sul, os membros da família Ngo tinham todo o poder real; sendo assim, o regime do Sr. Diệm era considerado nepotista. Embora sem um cargo oficial no governo, Ngô Đình Cẩn possuía controle na região Central e era conhecido como o "Senhor da região Central". Cẩn tinha poder quase ilimitado na região ao lado de Diệm e o Sr. Nhu, pois ambos tinham autonomia para definir a vida e a morte no Vietnã do Sul, e muitas vezes interveio nas campanhas "feudais" dos militares para acabar com os comunistas vietnamitas. O aparato governante de Cẩn em Hue era então considerado um “segundo tribunal” depois de Saigon. Robert Scigliano, jornalista e acadêmico do Grupo Consultivo do Vietnã da Universidade Estadual de Michigan, observou que Cẩn, Nhu e Thuc formaram "uma elite que se manteve à parte da lei, junto com Diệm, que decidiram o destino do Vietnã." Todos os aparelhos e atividades na região Central estavam fora do controle de Saigon e do Conselheiro Político, Ngô Đình Nhu, sendo que Cẩn, às vezes, vetava funcionários nomeados pelo governo de Saigon naquela área sob a sua gestão.
Cẩn dirigia seu próprio exército pessoal e a polícia secreta. As mais famosas entre as forças sob o comando de Ngô Đình Cẩn são as agências de inteligência e contraespionagem da Força-Tarefa Especial da Região Central, especializada na execução de tarefas de coleta de informações para caçar e destruir os vietcongues, mas que ao mesmo tempo também prendia e eliminava outros oponentes políticos anticomunistas. Ngô Đình Cẩn também foi acusado de ter acumulado grandes ativos através de práticas corruptas, como aceitar subornos de empresários, permitindo-lhes receber contratos de ajuda externa dos governos dos Estados Unidos de Dwight D. Eisenhower e John F. Kennedy. Ele exigiu que os empresários pagassem uma taxa ao Movimento Nacional Revolucionário – o partido oficial do regime – em troca da aprovação de licenças de importação e pedidos de ajuda externa. Além de obter o monopólio do comércio de canela no Vietnã do Sul, acreditava-se que Cẩn estava vendendo arroz para o Vietnã do Norte no mercado negro, bem como organizando o tráfico de ópio em todo o Sudeste Asiático.
Ele frequentemente entrava em conflito com seus irmãos por questões internas, especialmente com Ngô Đình Nhu, o conselheiro mais influente de Diệm, uma dupla que controlava de facto o Vietnã do Sul. Os dois irmãos competiam entre si sobre questões relacionadas com os contratos de ajuda dos Estados Unidos e o comércio de arroz, mas não interferiam em assuntos dentro da zona territorial um do outro. Certa vez, Ngô Đình Cẩn tentou abrir um escritório para sua polícia secreta em Saigon (que ficava na região sul de Nhu), mostrando a Diệm sua longa lista de oponentes políticos detidos. No entanto, Cẩn concordou em permitir que a sua polícia secreta se apresentasse ao departamento de polícia da capital porque acreditava que as fileiras da polícia estavam cheias de comunistas. Ele reprimiu brutalmente a dissidência usando tortura e campos de reeducação para atingir seus objetivos. Comparando Cẩn com seus irmãos, Scigliano disse que ele era "também considerado o membro mais severo, alguns diriam primitivo, da família e governa seu domínio com mão rígida e às vezes brutal". Referindo-se ao seu estilo autocrático, um crítico vietnamita disse que, ao contrário de Diệm, Cẩn era consistente e não deixava seus seguidores com dúvidas sobre o que queria: "Eles não se confundem com conversas ambíguas sobre ideais e instituições democráticas". Ao contrário da imagem de "um camponês incompetente, usando tamancos de madeira e mascando betel" criada pela imprensa, o major-general da inteligência, Phạm Xuân Ẩn, acredita que "Ngo Dinh Cẩn é um sujeito muito talentoso; se Diệm e Nhu o tivessem escutado, seria improvável que o regime de Ngo Dinh Diệm tivesse entrado em colapso naquela época." Sua criação de um sistema bem definido de incentivos e dissuasão foi citada como uma das razões de seu sucesso.

## Oposição ao comunismo do Vietnã
Apesar de sua autocracia e governo de ferro, Cẩn foi elogiado pelas autoridades norte-americanas em Huế pelas suas realizações contra o movimento político comunista Frente Nacional para a Libertação do Vietnã, também conhecido como Việt Cộng. A região central que ele governava era muito mais pacífica do que as áreas que fazem fronteira com Saigon e o Delta do Rio Mekong. Cẩn criou a organização Força Popular para operar no centro do Vietnã. A Força Popular foi uma alternativa ao Programa Aldeia Estratégica, usado em uma escala muito maior no sul por Nhu, que moveu camponeses para campos fortificados na tentativa de isolar os quadros do Việt Cộng de acessar a população rural e intimidar ou ganhar seu apoio. Cẩn presumiu que um terço ou mais dos camponeses rurais eram simpatizantes do Việt Cộng, considerado relevante o suficiente para tornar as aldeias ineficazes ao intimidar outros moradores internos. A Força Popular de Cẩn era um grupo de voluntários que passaram por um treinamento rigoroso semelhante ao Treinamento de Recrutas do Corpo de Fuzileiros Navais dos Estados Unidos. Aqueles que passaram no treinamento foram colocados em unidades de 150 homens e designados para viver e trabalhar nas aldeias durante o dia. À noite, eles faziam patrulhas de defesa, usando táticas de ataque e fuga contra o Việt Cộng. De acordo com o relatório das autoridades americanas na região central do Vietnã, o programa despertou o apoio popular devido à integração do pessoal da Força Popular na vida cotidiana da aldeia e à sensação de segurança que a força proporcionava. As unidades eram geralmente consideradas bem-sucedidas em suas implantações de seis meses, permitindo que fossem implantadas no próximo ponto problemático. Oficiais em Washington D.C. discordaram da avaliação de seus subordinados no centro do Vietnã, alegando que Cẩn estava usando a Força Popular principalmente para reprimir dissidentes.

## Crise budista
Cẩn era considerado o mais secular dos quatro irmãos Ngô que controlavam os assuntos internos do Vietnã. Com a nomeação do irmão mais velho Thục como arcebispo da Arquidiocese Huế em 1961, Cẩn tornou-se menos influente, pois Thục obscureceu agressivamente a distinção entre a Igreja Católica e o Estado. No início de 1963, Nhu enviou um emissário de Saigon dizendo a Cẩn para se aposentar e partir para o Japão. A agitação eclodiu em todo o Vietname do Sul no verão de 1963. Depois que o hasteamento das bandeiras do Vaticano foi permitido pela celebração do Dia da Prata – comemorando o 25.º aniversário da nomeação de Thục como bispo – a bandeira budista foi proibida de hastear na cerimônia de Vesak após celebrar o nascimento de Gautama Buda, que ocorreu quatro dias depois, em 8 de maio. Cẩn não discriminou o budismo e teve relacionamentos próximos com budistas, sendo um deles o monge Thích Trí Quang. No entanto, os subordinados de Cẩn ordenaram que as forças do governo atirassem contra a multidão budista desarmada que protestava contra a proibição, matando nove. Cẩn acreditava que os Estados Unidos, cujas relações com o Vietnã do Sul haviam se tornado tensas, causaram uma explosão durante o tiroteio de Vesak, para desestabilizar o regime de sua família.
Outro incidente religioso notável ocorreu na região central sob o governo de Cẩn em 1963. Uma carpa enorme foi encontrada nadando em um pequeno lago perto da cidade central de Đà Nẵng. Os budistas locais começaram a acreditar que o peixe era uma reencarnação de um dos discípulos de Gautama Buda. À medida que as peregrinações ao lago se tornavam maiores e mais frequentes, aumentava também a inquietação entre o chefe do distrito de Cẩn e seus subordinados. As agências policiais locais minaram a lagoa, mas os peixes sobreviveram. Eles varreram o lago com tiros de metralhadora, mas o peixe novamente sobreviveu. Para lidar com os peixes tenazes, convocaram as Forças Especiais do Exército da República do Vietnã, comandadas pelo Coronel Lê Quang Tung sob a direção de Nhu. A granada da lagoa finalmente matou a carpa. A matança teve o efeito não intencional de aumentar o perfil público da carpa, com jornais de todo o mundo publicando histórias sobre o peixe milagroso. Helicópteros do Exército da República do Vietnã (abreviado do inglês: ARVN) começaram a pousar no local, com paraquedistas enchendo suas garrafas com água que eles acreditavam ser mágica.

## Queda e prisão

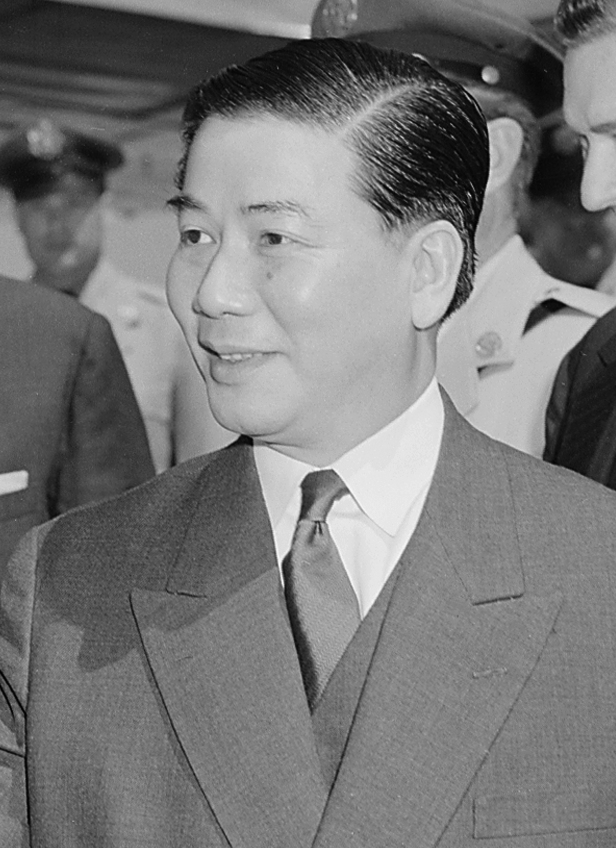
Irmão de Cẩn, presidente Ngô Đình Diệm

Provocados pelos assassinatos em Huế durante a cerimônia em Vesak, os budistas organizaram protestos em massa em todo o país contra o viés religioso do regime de Diệm durante o verão de 1963, exigindo igualdade religiosa. Para lidar com o caos, Diệm mobilizou a polícia e tropas armadas para reprimir os protestos. A polícia usou gás lacrimogêneo, granadas de fumaça e cães farejadores para dispersar a multidão, ferindo centenas de pessoas. O governo mobilizou as Forças Especiais da República do Vietnã para organizar ataques aos pagodes em Saigon e Huế, prendendo milhares de pessoas, centenas de outras desaparecidas, que se acredita terem sido mortas.
À medida que o descontentamento público aumentava, um grupo de oficiais do ARVN planejou e executou um golpe apoiado pelos Estados Unidos em novembro. Isso aconteceu depois que o protegido de Cẩn, Tôn Thất Đính, um oficial de 37 anos que se tornou o general mais jovem do ARVN devido à sua lealdade ao regime de Diệm, mudou de lado e ajudou o golpe quando se esperava que seu corpo de exército permanecesse leal. Diệm e Nhu foram executados no final do golpe.
Após a queda da família Ngô, a Casa Branca foi pressionada pelo público sul-vietnamita a adotar uma linha dura contra Cẩn. Valas comuns contendo 200 corpos foram encontradas em suas terras. O consulado dos Estados Unidos em Huế, John Helble, confirmou a existência de fileiras de masmorras no estilo do século XVIII com celas imundas e escuras em Chín Hầm, um antigo arsenal construído pelos franceses. Após o Golpe de Estado japonês contra a Indochina Francesa, os japoneses recolheram todas as armas e o território de Chín Hầm ficou vazio. Após assumir o poder, Cẩn converteu esses porões em prisões. Embora o membro da junta, general Trần Văn Đôn, afirmasse que o complexo era anterior à era Diệm, os cidadãos da cidade viam Cẩn como um assassino em massa. Em 4 de novembro, dois dias após o fim do golpe, milhares de cidadãos irados caminharam três quilômetros até a casa de Cẩn na periferia sul da cidade – onde ele morava com sua mãe idosa – exigindo vingança. A junta cercou a casa com arame farpado e carros blindados, sentindo que a população se revoltaria e atacaria Cẩn. A essa altura, Cẩn havia escapado para um seminário católico, mas estava pensando em pedir asilo político aos americanos. O Departamento de Estado dos EUA enfrentou um dilema: abrigar Cẩn os associaria à proteção de um regime corrupto e autoritário que havia torturado e matado centenas de milhares de seu próprio povo. Permitir que Cẩn fosse atacado por multidões enfurecidas prejudicaria a reputação da nova junta apoiada pelos americanos. O Departamento de Estado instruiu:
O asilo político deve ser concedido a Ngô Đình Cẩn se ele estiver em perigo físico de qualquer origem. Se o asilo for concedido, explicar às autoridades de Hue que mais violência prejudicaria a reputação internacional do novo regime. Lembre-as também que os EUA tomaram medidas semelhantes para proteger Thich Tri Quang do governo Diệm e não pode fazer menos no caso de Cẩn.
A Casa Branca enviou um telegrama à Embaixada dos Estados Unidos em Saigon em 4 de novembro, concordando que Cẩn e sua mãe precisavam ser evacuados. O general Đỗ Cao Trí, o comandante do I Corpo de Exército do ARVN, que havia reprimido os budistas em Huế, disse em particular a Cẩn que a junta permitiria que ele saísse do Vietnã em segurança. Em 5 de novembro, Cẩn buscou refúgio no consulado dos Estados Unidos com uma mala abarrotada de dólares. Trí foi informado de que Cẩn não estava seguro em Huế e que ele deveria enviar Cẩn a Saigon imediatamente para sua própria proteção. Trí apenas prometeria uma passagem segura em um avião americano para Saigon, onde os funcionários da embaixada se encontrariam com Cẩn. No trajeto até a capital, Cẩn foi acompanhado por quatro americanos: um vice-cônsul, dois policiais militares e um tenente-coronel. Ele pretendia pedir asilo político no Japão.
O embaixador dos Estados Unidos, Henry Cabot Lodge Jr., tinha outras ideias. Quando soube que Cẩn estava se refugiando no consulado dos EUA, o general Đỗ Cao Trí foi ao local avisando que não havia recursos de segurança no consulado para abrigá-lo. O consulado dos EUA decidiu devolver Cẩn ao exército da República do Vietnã. Em vez de enviar funcionários da embaixada ao aeroporto Tân Sơn Nhứt, Lodge enviou o oficial da CIA, Lucien Conein, que havia ajudado os generais vietnamitas a planejar o golpe. Conein entregou Cẩn à junta. Lodge disse que o General Đôn havia prometido que Cẩn seria tratado "legal e judicialmente". O embaixador disse a Washington que o asilo era desnecessário, dizendo "Parece-me que a nossa razão para lhe dar asilo já não existe". Ele disse que os EUA não poderiam interferir na justiça, já que Cẩn era "sem dúvida uma figura repreensível que merece todo o ódio que agora recebe". Lodge raciocinou que, como Cẩn não seria morto, protegê-lo daria a impressão de que os Estados Unidos apoiavam suas atividades. Lodge disse que o general Dương Văn Minh, que era o presidente, deu a entender que Cẩn receberia clemência mesmo se condenado à morte. Isso contradiz a afirmação de Conein de que o corpo de oficiais do ARVN achava que Cẩn deveria ser executado.
O caso de Cẩn foi prejudicado pela libertação de dezenas de milhares de presos políticos, que contaram histórias de tortura nas mãos dos irmãos Ngô.

## Julgamento e pena de morte
Foi relatado que o general Nguyễn Khánh – que havia deposto Minh em um golpe de janeiro de 1964 – ofereceu o exílio a Cẩn se ele entregasse seus depósitos em bancos estrangeiros. Cẩn protestou, dizendo que não tinha dinheiro. Đôn afirmou, posteriormente, que Khánh teria executado Cẩn de qualquer maneira, já que Cẩn saberia da corrupção da qual os generais faziam parte. Durante a era Ngô, Khánh comandou o II Corpo de Exército do ARVN, que operou no Planalto Central sob a supervisão de Cẩn. Apesar de ter ajudado a prender Cẩn, Lodge aconselhou Khánh a se conter ao lidar com o caso por medo de alimentar o ressentimento religioso ou perturbar a opinião internacional com a pena de morte.
Mais tarde, Lodge afirmou que os promotores sul-vietnamitas não convenceram na acusação contra Cẩn. O líder vietnamita também teve de enfrentar o outro lado dos argumentos, daqueles que se consideravam vítimas do regime de Diệm. Durante o julgamento, Thích Trí Quang, junto com outros oponentes do antigo regime, fez lobby por uma pena de morte para Cẩn. Ele argumentou que se Cẩn vivesse, ele poderia recuperar o poder junto com os apoiadores de seus falecidos irmãos. Numa reunião com Lodge no início de abril de 1964, Quang disse que se os americanos não apoiassem uma sentença dura, a luta contra o comunismo e a opinião da comunidade budista vietnamita sobre Washington cairia. Lodge inicialmente criticou a campanha de Quang contra Cẩn. Em 22 de abril de 1964, Cẩn foi condenado a pena de morte. Ele apelou ao chefe de estado, Duong Van Minh, por clemência. O arcebispo Paul Nguyen Van Binh também pediu anistia, alegando que Cẩn estava muito doente e não teria muito tempo de vida, portanto não havia necessidade de execução. Isso colocou Minh – que ainda era o chefe de estado titular – na posição de aprovar uma terceira morte na família Ngô, tendo já ordenado ao seu guarda-costas Nguyễn Văn Nhung que executasse Diệm e Nhu durante o golpe.
A diabete de Cẩn piorou durante o julgamento e, quando ele foi julgado, sua mãe idosa havia morrido. Ele sofreu um ataque cardíaco enquanto estava sob custódia. Em 9 de maio de 1964, ele foi carregado em uma maca para o pátio da prisão e assistido por guardas e dois padres católicos para ficar ao lado do poste ao qual estava amarrado. Ele foi vendado contra seu pedido e baleado na frente de aproximadamente 200 observadores.
Lodge defendeu suas ações, alegando que os Estados Unidos fizeram todo o possível para impedir a execução. O embaixador afirmou que Cẩn teria permissão para buscar refúgio na embaixada dos Estados Unidos, apesar do fato de ter ordenado a Conein que interceptasse Cẩn no aeroporto. O Rev. Cao Văn Luân, reitor católico da Universidade Huế que havia sido demitido por entrar em conflito com o poderoso arcebispo Thục, pediu a Lodge que Cẩn não fosse executado. Segundo Luân, Lodge teria garantido ao reitor que a execução não aconteceria.
Cẩn foi enterrado próximo ao Aeroporto Internacional Tan Son Nhat e, posteriormente, teve seu corpo recolhido no cemitério de Lai Thieu (província de Bình Dương) junto com seus dois irmãos Diệm e Nhu, e sua mãe Thân. Cẩn deixou sua fortuna pessoal, que de fato havia sido depositada em bancos estrangeiros, para instituições de caridade católicas.